# William March (Bischof)
William March (auch de Marchia) († um 11. Juni 1302) war ein englischer Geistlicher und Minister. Ab 1293 war er Bischof von Bath und Wells, dazu diente er von 1290 bis 1295 als königlicher Treasurer.

## Aufstieg als königlicher Beamter
Die Herkunft von William March ist unbekannt. Er wird erstmals 1277 als Rektor von Thorpe in Nottinghamshire erwähnt. Da er regelmäßig als Magister bezeichnet wurde, hatte er vermutlich an der Universität Oxford einen Abschluss erreicht, ehe er in den Dienst der Krone trat. Er diente in der königlichen Wardrobe, deren Beamte nicht nur für die königlichen Gemächer, sondern unter Eduard I. auch für die Finanzen des Königs zuständig waren. Von 1280 bis 1284 war er als Cofferer für die Gehälter der Diener und für die Beschaffung von Bargeld zuständig, vom 15. August 1283 bis zum 1. Mai 1290 hatte er das Amt des Controllers und damit die Aufsicht über die Finanzen der Wardrobe inne. Aufgrund dieses Amtes diente er im Februar 1290 kurzzeitig als Bewahrer des Großsiegels. Als fähiger Finanzverwalter hatte er wahrscheinlich für die Verwaltung eine größere Bedeutung als sein Vorgesetzter William of Louth, dem Keeper of the Wardrobe. March genoss offenbar auch das volle Vertrauen des Königs, denn am 13. Oktober 1289, nach seiner Rückkehr von einem mehrjährigen Aufenthalt in der Gascogne, ernannte ihn der König zum Mitglied einer siebenköpfigen Kommission, die Beschwerden über Amtsmissbrauch durch die Minister während der Abwesenheit des Königs entgegennehmen sollte.

## Dienst als Treasurer
Als Nachfolger von John Kirkby wurde March am 6. April 1290 zum Treasurer of the Exchequer ernannt. Als Treasurer hatte er die Aufsicht über die Steuerverwaltung, in der während seiner Amtszeit wichtige Reformen durchgeführt wurden. Das Schatzamt war von nun für den Empfang, die Buchung und die Ausgabe der Steuereinnahmen mit Ausnahme der von der Geistlichkeit erhobenen Steuern verantwortlich. Die Beamten des Schatzamts wurden stärker in die Steuererhebung eingebunden und die Steuereinnahmen wurden durch eigene Nachweise belegt. Die Einkünfte der Wardrobe wurden ebenfalls durch das Schatzamt erfasst, wodurch die finanzielle Eigenständigkeit der Wardrobe wesentlich eingeschränkt wurde.
Als Treasurer war March aber auch wesentlich an den an Erpressung grenzenden Maßnahmen des Königs beteiligt, der vor allem aufgrund seiner Kriege in ständiger Geldnot war. Am 4. Juli 1294 wurde königlichen Beamten die Prüfung der Bargeldbestände der Kirchen und Klöster erlaubt. Vor allem durch diese Prüfungen wurde March bei zahlreichen Geistlichen äußerst unbeliebt. Ein Chronist warf ihm vor, dass er, obwohl er selbst Bischof war, die Kirche nicht beschützen, sondern angreifen würde. Auch mit den Bürgern der City of London hatte March Konflikte. Die Stadt befand sich seit 1285 unter direkter Verwaltung der Krone, sodass March als Treasurer erheblichen Einfluss auf die Verwaltung hatte. Die finanziellen Belastungen, die er der Stadt auferlegte, machten ihn bei den Bürgern äußerst unbeliebt. Die Bürger legten schließlich dem König und dem Kronrat eine lange Auflistung von Beschwerden über March vor. Diese blieben unbeantwortet, doch schließlich entschloss sich der König, March zum Sündenbock seiner Politik zu machen. Am 16. August 1295 wurde er als Treasurer abgelöst. Damit war er einzige Great Officer of State, der unter Eduard I. aus politischen Gründen entlassen wurde. 

## Aufstieg als Geistlicher

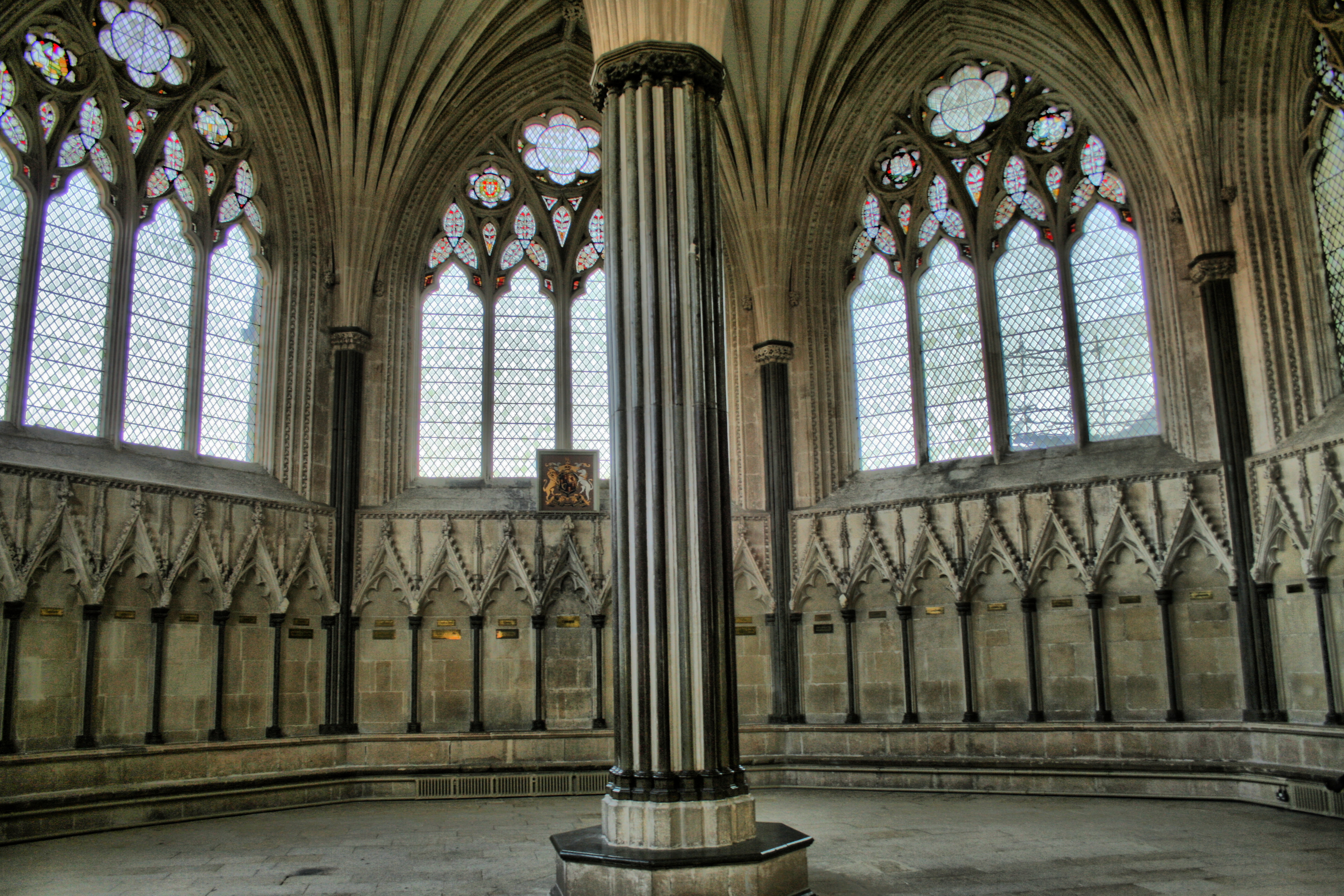
Das Kapitelhaus der Kathedrale von Wells, das wahrscheinlich während der Amtszeit von March als Bischof errichtet wurde

Eduard I. hatte die Dienste von March belohnt, indem er ihm bis 1291 acht Pfründen in vier Diözesen verschaffte, darunter das Amt des Dekans der königlichen Eigenkirche St Martin's-le-Grand in London sowie Kanonikerämter an den Kathedralen von Salisbury, Chichester und Wells. Dabei war March bislang nur zum Subdiakon geweiht worden. Aufgrund dieser Ämterhäufung verschaffte ihm der König 1291 einen päpstlichen Dispens. March legte nun das Amt des Rektors von Thorpe nieder und war auch bereit, auf zwei weitere Rektorenstellen zu verzichten, wenn er seine weiteren Pfründen behalten durfte. Dies wurde jedoch hinfällig, als er am 28. Januar 1293 zum Bischof der Diözese Bath und Wells gewählt wurde. Der König stimmte der Wahl am 1. März zu und übergab ihm am 19. März die Temporalien der Diözese. Da nach dem Tod von Erzbischof Pecham noch kein neuer Erzbischof von Canterbury eingesetzt worden war, wurde March am 17. Mai von den Bischöfen von London, Rochester und Ely sowie vom Erzbischof von Dublin in Canterbury zum Bischof geweiht.

## Tätigkeit als Bischof
March hatte am 19. Januar 1295 eine Anleihe der Bischöfe Oliver Sutton von Lincoln und John de Pontoise von Winchester übernommen. Diese beiden Bischöfe verwalteten das Geld, das vom Papst 1291 ursprünglich zur Finanzierung eines Kreuzzugs erhoben worden war. Durch die Anleihe wurde das Kathedralpriorat von Bath und das Kathedralkapitel von Wells finanziell erheblich entlastet. Auch sonst galt March als geschickter Finanzverwalter, dabei galt er als moralisch integer und als großzügiger Almosengeber. Bis zu seinem Tod erwarb er keinen eigenen Grundbesitz innerhalb seiner Diözese. Vermutlich wurde während seiner Amtszeit als Bischof das Kapitelhaus der Kathedrale von Wells errichtet. Nach seiner Entlassung als Treasurer widmete er sich verstärkt seinem Amt als Bischof.

## Tod und Erbe
March soll am 11. Juni 1302 gestorben sein, was aber nicht belegbar ist. Er wurde am 17. Juni in der Kathedrale von Wells beigesetzt. Sein Erbe war umstritten, da bei einer ersten Untersuchung keine Verwandten gefunden wurden. Nach einem langen Streit um die Verteilung seines Vermögens wurde 1313 erklärt, dass doch zwei Verwandte ausfindig gemacht werden konnten, nämlich sein Bruder John March und sein Neffe Robert Urry. Diese sollten 100 Mark erhalten, damit sie an einem Kreuzzug ins Heilige Land teilnehmen können. Das Geld war im September 1311 beim Kathedralkapitel von Wells hinterlegt worden. Da jedoch kein Kreuzzug ins Heilige Land mehr stattfand, wurde um die Verwendung des Geldes noch über 30 Jahre lang gestritten.

## Nachwirkung
Die Amtsführung von March als Treasurer wurde von zahlreichen Chronisten, die meistens Geistliche waren, kritisiert. Der Chronist von Osney lobte ihn allerdings als vorausschauenden, vertrauenswürdigen und umsichtigen Minister. Im Gegensatz zu seiner umstrittenen Amtsführung als Treasurer blieb seine Amtsführung als Bischof dagegen positiv in Erinnerung, was wohl vor allem an seinen Fähigkeiten als Finanzverwalter lag. Nach seinem Tod sollen sich an seinem Grab Wunder ereignet haben. Daraufhin beauftragten der Dekan und das Kathedralkapitel von Wells im Juni 1324 ihre Vertreter bei der päpstlichen Kurie, die Kanonisation von March zu beantragen. Dieses Anliegen wurde am 4. Dezember 1325 durch einen Brief von Erzbischof Reynolds und von acht weiteren englischen Bischöfen an Papst Johannes XXII. unterstützt. Auch König Eduard II. und sein Nachfolger Eduard III. setzten sich für eine Kanonisation von March ein. Zur Finanzierung der Kampagne bewilligte die Geistlichkeit der Diözese Bath und Wells einen Zehnten. Letztlich blieben die Bemühungen aber erfolglos.